# Jefe Leschi

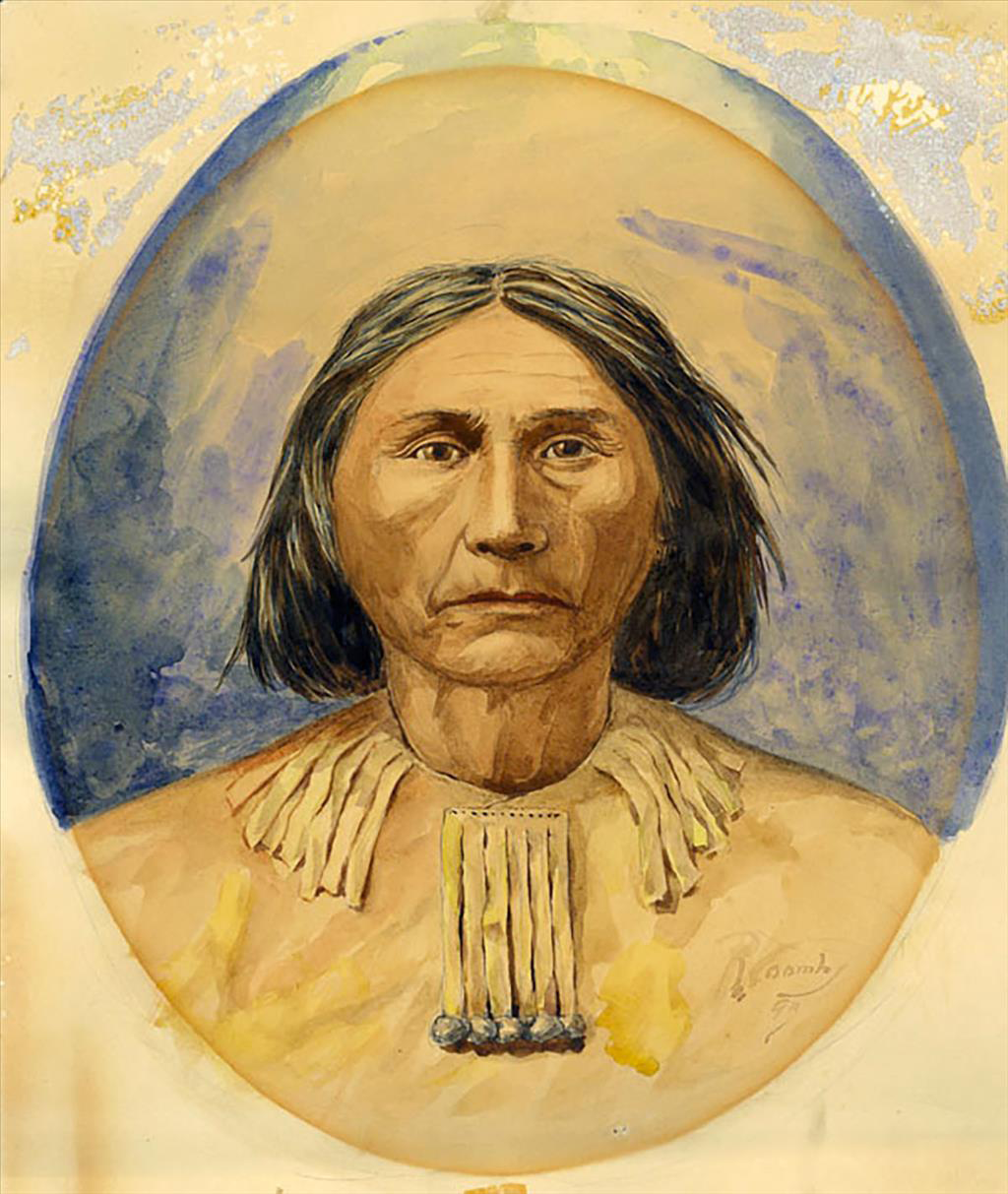
Retrato del Jefe Leschi.

El Jefe Leschi (Eatonville, Washington, 1808 - Lakewood, 19 de febrero de 1858) fue un jefe de la tribu Nisqually amerindia. Fue ahorcado por asesinato en 1858.

## Biografía
Leschi nació en 1808 cerca de lo que hoy en día es Eatonville, Washington, de un padre Nisqually y una madre Yakama. Fue designado jefe por Isaac Stevens, el primer gobernador del Territorio de Washington, para representar a las tribus Nisqually y Puyallup en el consejo del Tratado de Medicine Creek del 26 de diciembre de 1854, que cedía a Estados Unidos todo o parte de los actuales condados de King, Pierce, Lewis, Grays Harbor, Mason, y Thurston. Algunos mantienen que Leschi o bien se negó a firmarlo (y había una "X" falsificada por otro) o firmó sin estar conforme. El registro histórico no es claro en este punto. No obstante, sí que argumentó que la reserva proporcionaba demasiado poco terreno para los caballos de la tribu.
Al año siguiente, Leschi viajó a la capital territorial en Olympia para protestar contra los términos del tratado, pero fue desairado. En octubre de 1855, el gobernador Stevens orderó que Leschi y su hermano Quiemuth fuesen tomados en "custodia protectora" y mandó la milicia a por ellos, iniciando de ese modo la Guerra del Puget Sound de 1855-1856. Leschi se convirtió en jefe de guerra, comandante de unos 200 hombres, y lideró incursiones que aterrorizaron a la población blanca. En el curso del conflicto llegaron a dar muerte al coronel de la Armada de los Estados Unidos Abraham Benton Moses. Leschi fue tomado en custodia bajo circunstancias discutibles que envolvían a miembros de su banda respondiendo a una oferta de recompensa, y su hermano se entregó por sí mismo. Quiemuth fue asesinado el 8 de noviembre de 1856, por un asaltante anónimo, en la oficina del Gobernador Stevens, donde estaba siendo retenido durante la noche en su camino a la prisión de Fort Steilacoom, ahora en Lakewood, Washington. El propio Leschi fue llevado a juicio en 1858 por el asesinato del Coronel Moses, que negó haber cometido. Su primer juicio resultó en un jurado incapaz de determinar su veredicto debido a la instrucción del juez de que matar combatientes enemigos durante tiempos de guerra no constituye un asesinato. Fue declarado culpable y condenado a muerte en un segundo juicio al que no asistió un juez de instrucción y no se permitió que sus abogados (entre los cuales estaba el abuelo de Bing Crosby) introdujesen evidencias que lo podrían haber absuelto. Durante el juicio, se dice que dijo, a través de un intérprete:
No sé nada acerca de sus leyes. Yo he supuesto que el asesinato de hombres armados durante tiempo de guerra no era homicidio; si lo era, los soldados que mataron Indios son culpables de homicidio también...
Yo fui a la guerra porque creía que los indios habían sido tratados injusta y dañinamente por el hombre blanco, e hice todo lo que estuvo en mi poder para sacudir a los soldados de Boston, pero, por falta de personal, suministros y munición, he fallado.
Yo niego haber tomado parte en la matanza... Como Dios me ve, esto es la verdad.
La Armada de Estados Unidos se negó a llevar a cabo la sentencia de muerte en el terreno de Fort Steilacoom, sosteniendo que él era un prisionero de guerra. La legislatura territorial aprobó una ley autorizando la ejecución de Leschi por parte de las autoridades civiles. El 19 de febrero de 1858, Leschi fue ahorcado en un pequeño valle, en una horca construida apresuradamente cerca del Lago Steilacoom, en lo que es actualmente la ciudad de Lakewood. Se dice que el verdugo dijo posteriormente Sentí que estaba ahorcando a un hombre inocente, y es aun lo que creo..
Aunque se dice que Leschi había participado en la Batalla de Seattle el 26 de enero de 1856, Frederick J. Grant sin embargo nombró el Distrito de Leschi en Seattle en honor al jefe a finales de los años 1880. En la actualidad, el vecindario y su parque; escuelas en Seattle y Puyallup; y calles en Seattle, Lakewood, Steilacoom, Anderson Island, y Olympia llevan su nombre.
En marzo de 2004, ambas casas de la legislatura del estado de Washington aprobaron resoluciones afirmando que Leschi fue condenado injustamente, y se pidió a la corte suprema estatal derogar la condena de Leschi. El jefe de la corte de justicia, no obstante, dijo que esto era improbable que ocurra, ya que no está nada claro que la corte estatal tenga jurisdicción en una materia decidida 146 años antes en una corte territorial. En diciembre de 2004, el jefe Leschi fue absuelto por voto unánime por una Corte Histórica de Investigación.